# Marcel Gotène
Marcel Gotène, né en 1939 à Yaba, dans le district d'Abala, et mort le 20 février 2013 à Rabat, au Maroc est un artiste peintre, sérigraphe et lissier contemporain congolais. Il est issu de l'École des peintres de Poto-Poto.

## Biographie
Marcel Gotène nait en 1935, ou en 1939 selon les sources à Yaba, dans la région des Plateaux au centre de la République du Congo. Il rejoint Brazzaville à l’âge de 8 ans, recueilli par un membre de sa famille.
Son talent en peinture se manifeste très tôt dans son enfance quand il commence à peindre ou peut-être à dessiner tout seul, avec du charbon de bois sur des surfaces variées (murs, cartons, bois, papier…).
Dès lors, son entourage immédiat – sa famille – peu averti en matière d’art s’inquiète de son avenir. Cependant les hommes de l’autre monde (les artistes), ressentaient en lui un ultime héritier de l’art. A l’école primaire de Mabirou, il pensait déjà davantage à eux qu’à ses leçons, non pas parce qu’il n’était pas intelligent, mais son esprit était ailleurs : près de la rivière et du crocodile, dans la bananerais ou sur le chemin du marché, derrière les femmes dont les cents anneaux de cuivre aux bras et aux jambes le fascinaient par leur tchooki tchooki.
En 1951 à la mort de son père, sa mère le confie à son cousin à Poto-Poto (Brazzaville), où il travaille à douze ans sur un chantier de construction comme gâcheur de mortier. Son instinct d’artiste le guide vers les ateliers des peintures ; c’est ainsi qu’il dirige souvent ses pas vers l’Ecole de Poto-Poto où le peintre français Pierre Lods lui fournit tubes de peinture et papiers à dessin. Lods ne lui donne aucune instruction précise, son attention étant de permettre à chaque Congolais qui se destine à la peinture une libre expression de son tempérament. « Fais ce que tu veux, ce que tu vois » est le seul précepte dont il se souvienne du créateur de L’Ecole de Poto-Poto.
Deux ans après son entrée dans ce creuset de la peinture congolaise, Marcel Gotène réalise sa première exposition à la foire de Brazzaville en 1953.
En 1953, il prend ses distances vis-à-vis de l’Ecole de Poto-Poto pour se lancer dans une aventure solitaire. Comme les fruits ne sont pas immédiats, il connait en 1954 un moment de découragement : il abandonne la peinture pour un poste de planton à la Comilog. Les neuf mois que durent cette activité prosaïque ne sont pas totalement infructueux. Vers le milieu de l’année, il se découvre un style décoratif avec un mélange de masques, d’arbres, de lianes, de singes, le tout soumis à l’empire de la couleur.
Les années suivantes ne feront que confirmer le bon coloriste qu’il est déjà. Sa peinture commence à susciter un certain intérêt.
Vers le mois d’octobre 1954, Christian Gelle qui deviendra député et ministre au moment de l’autonomie interne du Congo, expose à Paris quelques toiles de Marcel Gotène devant Albert Sarraut, président de l’Assemblée de l’Union française.
En 1955, Marcel Gotène voyage : il se rend au Gabon où il passe un mois en compagnie de trois peintres de ses amis ; il quitte ensuite Libreville pour Douala ; après quinze jours d’une vie hasardeuse, il poursuit sur Lagos (Nigeria) où il vit de son art pendant deux mois en vendant ses tableaux dans le hall de l’aérogare.
De retour à Brazzaville, il continue de peindre et d’écouler ses productions au jour le jour. En février 1963, il participe à une exposition qui rassemble Faustin Kitsiba, Fylla et Ouassa. Un inspecteur d’Académie, M. Santoni, s’intéresse à sa peinture et lui fait faire trois ou quatre maquettes qu’il envoie à Jean Lurçat. Ce dernier fait venir Gotène qui, grâce à une bourse de la coopération, passe trois mois chez le grand rénovateur de l’art de la tapisserie.
Les impressions de Marcel Gotène sur son séjour chez Lurçat n’ont jamais été nettes. Il affirme n’y avoir pas appris grand-chose, il semble qu’une certaine incompatibilité d’humeur les ait vite séparés. Rien de dramatique n’a pu se passer entre les deux artistes. Marcel Gotène n’a rien de violent dans son tempérament.
Entre Juin et Juillet 1963, Marcel Gotène se trouve à Paris où il fréquente pendant un mois, l’Académie des Arts Plastiques (rue Tournefort). Il y apprend à peindre à l’huile. Le 14 novembre 1963, il est de retour à Brazzaville. Les nécessités matérielles rendues plus graves par la charge de ses frères, l’empêchent de s’organiser pour une exposition individuelle ; il est encore obligé de vendre au jour le jour ce qui nuit parfois à la qualité de son art. C’est ainsi qu’il multiplie des toiles dans le style le plus lucratif : motifs marins ou caravanes de porteurs, scènes de pêche. Il est souvent réduit à une maigre participation aux expositions collectives comme celle du 21 février 1969 où il ne présenta que trois tableaux à côté de six pour Letolo, dix pour Malonga, douze pour Fylla et vingt-quatre pour Kitsiba.
En 1969, une bourse de deux ans, attribuée par les services culturels de la Coopération a permis à Marcel Gotène de faire un second séjour en France. En 1971, il est admis au Collège Technique d’Arts Graphiques à Paris où il obtient le Certificat d’Etudes en Sérigraphie.
Du mois d’octobre 1969 au mois de juin 1971, Gotène a fréquenté l’Ecole technique d’Art graphique où il a fait l’apprentissage des techniques d’impression sur tissus, en préparant des maquettes sur du papier ou sur de la soie. Pendant ce temps, il a continué à peindre, sans hâte cette fois, ne produisant plus sous la pression du besoin.
En novembre 1970, il participe dans la banlieue parisienne, à la Troisième Biennale de Cachan ; l’exposition présente aussi des œuvres d’artistes du passé notamment l’Eve du sculpteur français Rodin. On y rend également hommage au peintre et graveur André Dunoyer de Segonzac. Marcel Gotène se retrouve ainsi en célèbre compagnie avec des toiles comme « Le Roi de la Tribu noire », « Le Sorcier noir », « La naissance de l’homme » exécutés selon son style le plus personnel.
Marcel Gotène expose ensuite du 12 au 31 mai 1971, à la galerie d’Art de la Maison de l’Iran, 65, Avenue des Champs-Elysées. A cette occasion, de nombreuses affiches couvrent les murs de Paris. Quelques mois plus tard, du 16 au 31 décembre, il réalise, au 20 de la rue Cassette dans le sixième arrondissement de Paris, une exposition qui attire de hautes personnalités dont l’ambassadeur d’Autriche en France et l’académicien Louis Leprince-Ringuet.
Sous le patronage de l’association des écrivains de langue française (Mer et outre-mer), Marcel Gotène a exposé quelques toiles qu’ont admirées notamment les historiens africanistes Robert Cornevin, Hubert Deschamps et l’Académicien Goncourt Hervé Bazin.
En mars 1972, lors d’une exposition à la Maison de Cuba, Marcel Gotène s’est vu attribuer la médaille Léonard de Vinci par l’Académie Internationale de Lutèce et au mois d’août 1972, il a présenté quelques tableaux au Festival de Dinard.
Marcel Gotène veut se prémunir contre la gêne dans laquelle il a presque constamment vécu à Brazzaville ; il rêve d’un atelier de la tapisserie ; c’est pour cela qu’il désire fréquenter l’Ecole des Beaux-Arts d’Aubusson dans la Creuse.
L’artiste aime le noir et le blanc, mais aussi le violet, le lilas, l’orange. Le violet surtout qui pour lui représente le calme, la tranquillité, le sommeil.
Ces couleurs sont peut-être liées à l’univers mystérieux de son enfance, à ses premières émotions devant les supports colorés de son village :
- Les poteaux totems peints à l’entrée de Yaba, qui protègent les habitants des mauvais rêves, des maladies, des esprits ;
- Les masques Kiébé kiébé Mbochi s’enflant en tourbillons démesurés au-dessus de leur pagne de raffia tissé ;
- Et surtout, lors des cérémonies officielles, ces faces de notables ou de sorciers peintes à l’argile blanche – le pembé -, à l’argile rouge – le Kivaboungou – que l’on extrait des marais, au tukula – fabriqué à l’aide d’un bois rouge que l’on use à l’aide d’une pierre plate et dure sur laquelle on répand de l’huile de palme – avec de larges traits violets cernant la bouche et divisant verticalement le front et le menton.

En lui, toutes ces teintes ont gardé un relent de sacré, mi protecteur, mi dangereux.
Le véritable élan de sa vie artistique est marqué par son exposition en 1954 à Paris au Cercle de la France d’Outre-Mer sous la présidence d’Albert Sarraut, alors président de l’Assemblée de l’Union française. C’est là que débute la phase de dénouement, la phase d’expositions qui l’amènera à la grande vie artistique.
Ancien élève de Peinture de Poto-Poto, ancien élève du collège technique d’Art graphique, ancien élève de l’Ecole nationale de la tapisserie française, ancien membre de l’Académie de Lutèce, ancien stagiaire de la Confédération générale des artisans français, Marcel Gotène est aussi membre de la Société internationale des droits d’auteurs et récipiendaire de plusieurs diplômes d’honneur et distinctions qui témoignent d’une reconnaissance artistique :
- La 1re médaille d’or et 2e médaille d’argent à l’exposition du Centre culturel français de Brazzaville (1968)
- La Médaille Léonard de Vinci décernée par l’Académie Internationale de Lutèce (1973)
- Le Prix France-Afrique décerné par la Société Internationale des Beaux-Arts (1973)

Homme très modeste et sympathique, Marcel Gotène aura souvent été mal compris dans ses prises de positions face aux multiples problématiques de la vie. Il partage ses joies et ses malheurs avec toute la collectivité des artistes. Il dit souvent « j’aime ceux qui aiment la vie puisque la vie et l’Art vont de pair. Je considère l’art comme le seul moyen qui permet à l’homme d’extérioriser librement l’irréel réel caché dans son moi ».
L’artiste nous présente un monde souvent tourmenté : joueurs de tam-tam et danseurs s’entremêlent dans un enchevêtrement inextricable d’où surgissent de partout les bras et des jambes. Parfois la tête d’oiseau ou une paire de bornes dominent curieusement la mêlée. Avec lui, nous sommes à la frontière de l’abstrait et du figuratif.
Son admiration pour les peintres Salvator Dali, Lurçat, Gromaire en sont une indication. Logiquement Marc Chagall ne devrait pas lui déplaire. La réalité n’est pour lui qu’un point de départ ; le reste appartient au monde du merveilleux. Il traduit de véritables contes de fée dans certaines de ses toiles.
Son univers est peuplé de monstres sylvestres, de monstres marins, de personnages venus en droite ligne du cauchemar. Dans une toile intitulée « Roi Noir » exposée le 21 février 1969, on pouvait voir un homme dont la tête portant un panache fait de poissons, tient autant de place que le reste du corps. La représentation cède ici la place du symbole.
Par le mouvement, la peinture de Marcel Gotène rappelle parfois les fresques de la période bolivienne du Tassili, et même la période post-bolivienne avec ses hommes longilignes.
Le fond de ses toiles est bleu ou gris. L’espace dans lequel il inscrit ses motifs est bidimensionnel : il n’y a aucune perspective construite pour suggérer la troisième dimension.
Mais sa peinture n’est pas abstraite et comprenez ce qu’il voudrait vous dire avec son cœur plutôt qu’avec sa bouche. « La couleur est importante, mais elle ne fait que renforcer ce que je vois : le pêcheur et ses poissons, la paysanne et son plateau de manioc, les danseurs et leur tam-tam ».
Marcel Gotène commence à produire dans le genre qui fleurit alors : « les Mickeys ». Ce genre marque toute une époque de la peinture congolaise. Ceux qui y excellent sont alors Moukala, Tango, Zigoma, Okala, Otsali. Mais Marcel Gotène lui est à la recherche d’un style personnel car il s’aperçoit que ces productions tombent dans une sorte de grisaille générale.
Il procède instinctivement à la manière des maîtres-verriers du moyen âge compositeurs de vitraux, par aplats de couleurs audacieusement confrontés et séparés d’un trait incisif, en de larges compositions presque abstraites qui s’inspirent des légendes de son pays.
Il peint ce qu’il voit : le surnaturel, ce qu’il ne peut exprimer par des paroles, mais qu’il peut traduire par sa peinture. Devant ses tableaux, les gens sont comme des voyageurs qui tournent dix fois autour d’un château sans en trouver la porte. Il sent qu’ils voudraient qu’il dise que le blanc, pembé, représente les ossements de nos ancêtres et le rouge, tukula, le sang, l’esprit.
Le peintre est avant tout un merveilleux coloriste ; il ne conçoit pas la forme en dehors de la couleur. Les libertés qu’il prend avec les proportions du corps humain, ses nombreuses licences d’imagination, tout cela se trouve soumis par le prestige de la couleur qu’il mélange souvent chaude et pure. Le rouge et le blanc constituent la barrière de la palette ; puis viennent les couleurs préférées : le pourpre, le bleu et l’orange. Il utilise le vert, l’ocre, le violet avec parcimonie.
De Yaba, son village natal à Obusson, le chemin aura été long ; vingt ans de vie difficile mais surtout d’obstination dans l’art de peindre. Après quelques années de tâtonnement, Marcel Gotène a trouvé son style. Au Congo, il commence à faire école ; de jeune peintres usent de sa palette et imitent jusqu’à son « déformiste ». En reconnaissant ses motifs sur des assiettes, sur des tissus, il s’écrie avec une certaine amertume « je suis exploité ». Ce qui est acquis dans la souffrance est précieux ; on ne voudrait pas en être frustré. C’est déjà un maître bien qu’il n’en ait pas l’allure, sa simplicité et son rire éclatant font de lui un artiste fort attachant. Il se situe incontestablement parmi les peintres africains, les plus originaux de notre temps.
Marcel Gotène a disparu prématurément il y’a quelques années plus précisément le 19 Février 2013 à Rabat (Maroc), mais son œuvre est plus présente que jamais comme en témoigne l’intérêt croissant que lui porte les experts. Perçu aujourd’hui comme le Pablo Picasso ou le Raoul Dufy de l’Afrique, il mérite que l’on se penche mieux qu’on ne l’a fait jusqu’à présent sur son œuvre, mais aussi sur son histoire personnelle.
Fondation Gotène. Source : « Vers le monde merveilleux de Gotène » Colloque international Marcel Gotène et son œuvre. Université Marien Ngouabi  – Galerie du Congo – Editions Les Manguiers.

### Famille
Marcel Gotène a été marié et est père de deux filles. Sa fille aînée se prénomme Yaba, en hommage à son village natal.

### Formation et style
Marcel Gotène abandonne les bancs de l’école pour se consacrer à sa passion, le dessin. Autodidacte, il commence son long apprentissage de l'art pictural en se servant des morceaux de charbon de bois comme pinceau et comme couleur. Cela le conduit à intégrer, en 1951, année de sa création, une structure artistique fondée et dirigée par Pierre Lods, neveu de Jean Lods. Cette structure va devenir célèbre sous le nom d’École de Poto-Poto,.
Gotène y côtoie des artistes tels que Jacques Zigoma, François Thango et Bonguila et développe son propre style artistique. Il " veille au maintien de l’harmonie entre le minéral et le végétal, l’animal et l’humain, pouvant aller jusqu’à l’osmose ". Dans ses tableaux, il relie les diverses formes de vie par analogie biomorphique, avec pour objectif, l'atteinte de la trilogie « paix–amour–joie ». On note l'omniprésence de « l’œil qui voit tout », symbolisé par des ronds ou des ovales; cet « œil » invitant le spectateur à explorer son milieu de vie, à travers les méandres de la vie.
Ainsi, au-delà d'une fonction à priori décorative, se cache toujours un message d’ordre sociologique, politique, religieux ou mystique.

« L’art est comparable à la naissance d’un enfant qui pousse grâce à ses racines. Comme les arbres, nous avons besoin de racines qui nous rattachent à un socle. Mais quand ce socle est brisé, nous n’avons plus de pays! »

— Marcel Gotène, 
.
En 1963, à Brazzavile une Française, trouvant que la palette des couleurs de son travail ressemblait beaucoup à celle utilisée par le peintre Jean Lurçat, met en relation les deux artistes. Lurçat, connu pour avoir donné ses lettres de noblesse à la tapisserie, invite Gotène en France. Le jeune congolais s’améliore en travaillant aux côtés du maître, mais se sent isolé, d’autant qu’il ne maîtrise pas encore la langue française. Il monte néanmoins en compétences avant de regagner son pays.
En 1971, admis au Collège technique d’arts graphiques à Paris, il obtient un certificat d’études en sérigraphie. Il fréquente également l'école nationale d'art décoratif d'Aubusson et est un ancien sociétaire de l’Académie internationale de Lutèce de 1973 à 1974. Il y étudie de façon plus académique la tapisserie.
La force des œuvres de Marcel Gotène réside dans son empreinte technique ; des aplats polychromes généralement griffés, des ailes et des serpentes. Naviguant entre le figuratif et l’abstrait, il crée des personnages, des paysages, et des atmosphères au surréalisme déroutant.
Aujourd'hui encore, l'esprit créatif qui a jalonné son existence, demeure pour une large part sous-estimée voire ignorée en dehors du territoire national.

### Postérité
En 1952, Gotène participe avec des gouaches à sa première exposition lors d’une foire organisée sur l’actuel emplacement de l’ambassade de France à Brazzaville, rue Alfassa.
En 1954, au Cercle de la France d’Outre-mer à Paris, sous la présidence d'Albert Sarraut, président de l'Assemblée de l'Union française, Gotène expose pour la première fois hors du Congo. Ce tournant décisif dans sa carrière artistique, fait de lui le porte-étendard de la peinture congolaise dans les expositions les plus prestigieuses.
C’est dans son environnement à la fois familial et ancestral qu’il puise sa source d’inspiration. Très prolifique (plusieurs de ses œuvres n'ont pas de titre) depuis son atelier de Mikalou, un quartier de Talangaï, le 6e arrondissement de la capitale, Gotène est présent à travers ses œuvres dans plusieurs expositions et maisons de ventes aux enchères :
- 1958 - Foire internationale de Bruxelles, Belgique
- 1958 - Chambre de commerce de Brazzaville
- 1962 - Foire nationale de Pointe-Noire
- 1965 - Festival des arts nègres, Dakar, Sénégal
- 1983 - Siège de l'UNESCO, Paris
- 18 novembre 2009-31 mars 2010 - Galerie du Congo, Brazzaville[3] ;
- Décembre 2009 - 3e biennale de l’Art bantu contemporain, Centre international des civilisations bantu, Libreville, Gabon. Son tableau " Symbole de traditions " a été choisi comme modèle pour l'affiche de l'évènement, les répliques en tissage et les broderies. Pour cette manifestation, marquée par la flamboyante peinture du congolais de la rive droite du fleuve Congo, et dont la première édition s'est tenue au milieu des années 1980, sur la centaine d’œuvres rassemblées, dix pour cent étaient les fameux «draco » de Marcel Gotène.
- 24 octobre 2010 - Africa Scenes 1 - Art contemporain africain, Artcurial, Hôtel Marcel Dassault, Paris[1],
- 23 octobre 2013 - 26 janvier 2015 - Plural Modernities - Centre Pompidou – Paris[9],
- 2014 - D'une rive à l'autre - Centre Pompidou – Paris - Gouache sur toile sans titre de Marcel Gotene, " Marché en AEF " de Nicolas Ondongo et " Retour du Marché " de Jacques Zigoma.
- 19 février au 19 mai 2018 - Gotène au cœur du cosmos - Centre international de Conférence de Kintélé, marqué par une leçon inaugurale du professeur Théophile Obenga - [10],[11],[12]

Toutefois, être peintre et vivre de son art ne coulait pas de source pour ce natif d’Abala. Ainsi, Gotène se souvient, avec une certaine amertume, d’une époque où il se sentait méprisé par la société. Aussi se surprenait-il à se dire : « Je ne suis pas venu au monde pour changer l’homme, mais j’aspire au respect. »
C'est ainsi qu'il déconseillait à ses filles de suivre une voie d'artiste et ne les associait jamais à son travail.

## Classement au patrimoine culturel national
Le 20 avril 2018, le conseil des ministres a adopté un décret classant toute l'œuvre de l'artiste au patrimoine culturel national, de façon à la protéger du pillage, du copiage des originaux, du plagiat et de la contrefaçon.

## Sélection d'œuvres
- Danseurs, gouache sur papier, signé bas droit, 55 × 45 cm, 1960[2]
- Composition avec oiseaux, 1961.
- Personnage fantatisque, 1969
- Danseurs congolais, huile sur toile sur châssis, 41 × 50 cm, 1979
- Nègre au globe terrestre, date inconnue[14],[15]
- Symbole de traditions, date inconnue[8]

## Prix et distinctions
- 1968 - Centre culturel français à l'initiative de l'ambassade de France - Premier prix (or) et deuxième prix (argent)
- 1972 - Grand Prix Public - Médaille de Léonard de Vinci) par l’Académie Internationale de Lutèce
- 1973 - Grand Prix France Afrique décerné par la Société Internationale de Beaux-Arts
- 1979 - Premier Prix du président la république du Congo
- 1987 - Diplôme d’honneur décerné par l’ambassade de Cuba à Brazzaville
- 1987 - Grand Prix Agip-Recherches Congo avec la médaille d’Argent dédié à Enrico Mattei pour le tableau «  Symbole des traditions ».
- 1988 - Médaille du dragon chinois pour l’ensemble de son œuvre décernée par l’ambassade de la république populaire de Chine au Congo
- 1998 - Grand Prix du Président de la république gabonaise

## Fondation Marcel Gotène
Créée officieusement en 2014, Yaba Gotène, la fille aînée de Marcel Gotène en est la directrice. En plus de permettre aux héritiers de vivre décemment, sans brader les tableaux qu'il leur avait légués et sans détruire les documents uniques et irremplaçables, cette fondation a pour objectif de:
- Bâtir l'image de Gotène sur le plan international
- Organiser des expositions itinérantes à travers le monde
- Créer au cœur de la capitale congolaise un lieu pour regrouper les œuvres de l'artiste (tableaux, gouaches ou esquisses..)
- Contribuer à la notoriété des artistes du bassin du Congo en mettant en valeur leurs œuvres

« L’idée de la fondation est née après la disparition de l’artiste en 2013. Nous nous sommes aperçus qu’on avait un trésor inestimable entre nos mains. Il était nécessaire de créer une fondation qui soit un lieu d’exposition de ses œuvres pour immortaliser sa mémoire. »

— Yaba Gotène, 
.Peu avant sa mort, Gotène avait prédit que dans l'avenir, son œuvre contribuerait fortement à mieux faire connaître le Congo et plus largement le Bassin du Congo sur les cinq continents.
En sa qualité de directrice de ladite fondation. Yaba Gotène est la fille ainée de l’artiste peintre congolais Marcel Gotène comme mentionner plus haut. Elle et toute sa famille s’attachent à faire en sorte que Marcel Gotène soit enfin reconnu sur la scène mondiale comme l’un des plus grands peintres modernes du continent africain.
Marcel Gotène a tiré sa révérence le 19 février 2013 mais son œuvre est plus présente que jamais comme en témoigne l’intérêt croissant que lui portent les experts. De par la qualité du travail réalisé, il est aujourd’hui perçu comme le Picasso ou le Raoul Dufy de l’Afrique. Classé dans cette lignée, il mérite que l’on porte une attention sur son œuvre et son histoire personnelle.
Saisi de cet engouement, la famille de Marcel Gotène a décidé, avec l’aide de hautes personnalités congolaises, de créer une fondation qui portera son nom pour l’éternité et dont les expositions se poursuivront dans les cinq continents
Cette fondation a pour objectif premier de rassembler les nombreux tableaux de l’artiste dont la famille et les proches détiennent une grande partie afin de les présenter au grand public à travers de grandes expositions en Afrique et hors du continent africain. Le second objectif vise à rassembler des archives de l’artiste qui permettront de tracer son parcours. Autant de pièces qui montreront à quel point cet artiste moderne était imprégné des usages et des traditions de la société qui l’avait vu naître et se former.
Les activités de la fondation Marcel Gotène tourneront autour de la création d’un espace Marcel Gotène situé en plein cœur de notre capitale Brazzaville où seront exposés les différents tableaux de l’artiste et l’installation d’une Galerie-Musée Marcel Gotène. Il va de soi que la Galerie-Musée Marcel Gotène accueillera également de façon régulière pour les exposer, les œuvres de l’artiste et celles que lui confieront les artistes congolais désireux de se faire mieux connaître du grand public.
Le but de cette fondation est de créer un trésor historique qui portera haut le nom de l’artiste. Nous ferons en sorte que la Galerie-Musée Marcel Gotène devienne très rapidement l’un des lieux privilégiés vers lequel afflueront demain les Congolais mais aussi les étrangers qui viennent à Brazzaville.
Vaste projet inscrit dans le vaste programme national qui vise à faire de notre capitale Brazzaville un rendez-vous incontournable de l’art sur le continent africain.

## Filmographie
- « L’odyssée Gotène, un peintre dans la main de Dieu » - 2009 - Documentaire de 52 min dans lequel l’artiste dévoile les secrets de son art et la source de ses inspirations[12].